# Sam Aiken
Samuel „Sam“ Aiken (* 14. Dezember 1980 in Clinton, North Carolina) ist ein ehemaliger US-amerikanischer American-Football-Spieler auf der Position des Wide Receivers. Er spielte für die Buffalo Bills, die New England Patriots und die Cleveland Browns in der National Football League (NFL).

## Karriere
Aiken besuchte die James Kenan High School und war dort erfolgreicher Football- und Basketballspieler. An der University of North Carolina spielte er nur noch Football und entwickelte sich zu einem guten Special-Team-Spieler. Bei der NFL Draft 2003 wurde er in der vierten Runde an 127. Stelle von den Buffalo Bills ausgewählt. Er unterschrieb einen Fünfjahresvertrag. Da er für die Offense nicht fangsicher genug war, ließen sie ihn nach dem Vertragsende ohne Bedingungen mit anderen Teams verhandeln. Er wechselte zu den New England Patriots und spielte dort erneut fast nur in den Special Teams. 2009 wurde er neben Wes Welker, Randy Moss und Julian Edelman vermehrt als Wide Receiver eingesetzt.